# Johannes Richter (Basketballspieler)
Johannes Richter (* 6. Dezember 1993 in Neustadt an der Aisch) ist ein deutscher Basketballspieler. Richter begann seine Karriere bei den Franken Hexern aus Nürnberg, bevor der frühere Jugend-Nationalspieler 2010 in den Nachwuchs des damaligen deutschen Meisters Brose Baskets wechselte. In Bamberg gab er im April 2012 seinen Bundesliga-Einstand, es folgten Stationen bei mehreren anderen Mannschaften der höchsten deutschen Spielklasse.

## Karriere
Richter hatte seine ersten Einsätze in der höchsten deutschen Junioren-Spielklasse Nachwuchs-Basketball-Bundesliga (NBBL) für die Franken Hexer aus Nürnberg, deren Vorgängerverein bereits bei den Herren erstklassig gespielt hatte. Mit dieser Mannschaft erreichte er das NBBL Top Four, bei dem man 2010 im Halbfinale dem Titelverteidiger Alba Berlin unterlag. Mit der deutschen U17-Auswahl nahm Richter an der U17-Weltmeisterschaft teil, bei der der DBB Ausrichter in Hamburg war. Nach zwei Auftaktsiegen verlor man deutlich gegen den späteren Silbermedaillengewinner Polen und erreichte nach nur noch einem weiteren Sieg schließlich den achten Platz. Anschließend wechselte Richter in das Nachwuchsprogramm des damaligen deutschen Meisters Brose Baskets aus Bamberg, wo er zunächst in der Juniorenmannschaft des Kooperationspartners TSV Tröster aus Breitengüßbach zum Einsatz kam. Mit der NBBL-Mannschaft gewann er nach der Finalniederlage 2011 im Top Four 2012 den Titel als jeweiliger Topscorer seiner Mannschaft bei den Siegen im Halbfinale gegen Titelverteidiger Team Urspring und im Finale gegen den Nachwuchs der Eisbären Bremerhaven.
Bei der Herrenmannschaft des TSV Tröster hatte Richter in der ProB-Runde 2010/11 bereits seine ersten sechs Kurzeinsätze in der dritthöchsten Spielklasse ProB. In der folgenden ProB-Spielzeit 2011/12 gehörte Richter mit einer durchschnittlichen Einsatzzeit von 15 Minuten pro Spiel bereits zu den Leistungsträgern der Mannschaft, die in den Play-offs um den Aufstieg erneut in der ersten Runde ausschied. Mittels Doppellizenz bekam Richter nun auch seinen ersten Einsatz in der höchsten deutschen Spielklasse Basketball-Bundesliga bei den Brose Baskets und schließlich in der Halbfinalserie auch einen ersten Play-off-Einsatz, als die Brose Baskets ihren Meistertitel verteidigen konnten. Richter wurde damit 2012 sowohl Meister in der NBBL bei den Junioren als auch bei den Herren. Nach einem ausgezeichneten fünften Platz mit der deutschen Juniorenauswahl bei der U20-Europameisterschaft 2012 verlief die ProB-Spielzeit 2012/13 jedoch für die Güßbacher Herren weniger erfolgreich, als man nach der Relegationsrunde absteigen musste. Die Bamberger konnten zwar, obwohl sie den Pokaltitel bereits verloren hatten, den Meistertitel noch einmal verteidigen, doch Richter war nur auf fünf Kurzeinsätze in der Hauptrunde der Bundesliga-Spielzeit 2012/13 gekommen. Zu Beginn der ProB-Saison 2013/14 hatte Richter noch erste Einsätze für Aufsteiger Bike-Café Messingschlager aus Baunach, die anstelle des TSV Tröster nun erster Kooperationspartner der Brose Baskets geworden waren.
Bereits Ende Oktober 2013 wechselte Richter jedoch zu den Fraport Skyliners aus Frankfurt am Main, einem Erstligakonkurrenten der Brose Baskets. Bei den Frankfurtern kam Richter in der Bundesliga-Spielzeit 2013/14 zu neun nur geringfügig längeren Einsätzen, während er mit Doppellizenz weiter in der ProB nun für die Skyliners-Reserve spielte und seine Leistungen mit Breitengüßbach bestätigen konnte, so dass er im Februar 2014 erstmals als Youngster des Monats in dieser Spielklasse ausgezeichnet wurde. Die Play-offs der ProB endeten für ihn jedoch zum dritten Mal in der ersten Runde, während er mit der Erstligamannschaft den Einzug in die Meisterschafts-Play-offs verpasst hatte. In der Saison 2014/15 wurde Richter von Trainer Gordon Herbert nun erstmals mehr in der Erstligamannschaft als in der ProB eingesetzt, wo er seine Einsatzzeit auf knapp zehn Minuten pro Spiel in der höchsten Spielklasse mehr als verdoppeln konnte. Bei den Skyliners wurde Richter in der EuroChallenge nun auch erstmals in einem europäischen Vereinswettbewerb eingesetzt. 2016 gewann er mit Frankfurt den FIBA Europe Cup.
Zur Spielzeit 2016/2017 wechselte Richter innerhalb der BBL und schloss sich für zwei Jahre den Telekom Baskets Bonn an. Um die Chance auf mehr Spielzeit bei einem anderen Verein zu nutzen, bat Richter im Sommer 2017 um eine vorzeitige Vertragsauflösung bei den Telekom Baskets Bonn und verließ den Club wieder. Kurz darauf unterschrieb er beim Bundesliga-Aufsteiger Gotha Rockets. Im August 2017 nahm er mit der deutschen Studentennationalmannschaft an der Sommer-Universiade 2017 in Taipeh teil. Nach dem Abstieg mit den Rockets wechselte Richter im Mai 2018 innerhalb der Basketball-Bundesliga zu s.Oliver Würzburg. Im Sommer 2020 wurde er von den Gießen 46ers verpflichtet, im Januar 2021 schloss er sich dem Bundesliga-Konkurrenten Hamburg Towers an. In seiner Hamburger Zeit wurde Richter von einer Knieverletzung zurückgeworfen, im Juni 2021 wechselte er innerhalb der Bundesliga zum Mitteldeutschen BC. Im Frühjahr 2022 musste er einen Eingriff an der Hüfte vornehmen lassen.